# 巴斯蒂亚蒙多维
巴斯蒂亚蒙多维（義大利語：Bastia Mondovì），是意大利库内奥省的一个市镇。总面积11平方公里，人口639人，人口密度58.1人/平方公里（2009年）。ISTAT代码为004014。